# Microprosopa varicornis
Microprosopa varicornis är en tvåvingeart som beskrevs av Charles Howard Curran 1927. Microprosopa varicornis ingår i släktet Microprosopa och familjen kolvflugor. Inga underarter finns listade i Catalogue of Life.